# Кавалеры ордена Святого Георгия III класса О
Кавалеры ордена Святого Георгия III класса на букву «О»
Список составлен по алфавиту персоналий. Приводятся фамилия, имя, отчество; звание на момент награждения; номер по спискам Григоровича — Степанова и Судравского; дата награждения. Лица, чьи имена точно идентифицировать не удалось, не викифицируются.
- Обручев, Владимир Афанасьевич (генерал), генерал-лейтенант, № 444, 18 октября 1831
- Обручев, Николай Николаевич, генерал-лейтенант, № 547, 31 октября 1877
- Ожаровский, Адам Петрович, генерал-майор, № 188, 20 мая 1808
- Озеров, Семён Петрович, генерал-майор, № 13, 2 августа 1770
- Олсуфьев, Захар Дмитриевич, генерал-лейтенант, № 244, 20 октября 1812
- Олферьев, Павел Васильевич, генерал-майор, № 435, 22 августа 1831
- Ольденбургский, Август-Павел-Фридрих, генерал-лейтенант, № 257, 23 декабря 1812
- Опперман, Карл Иванович, генерал-лейтенант, № 287, 26 апреля 1813
- Орлов, Василий Петрович, бригадир, № 71, 26 сентября 1789
- Орлов-Денисов, Василий Васильевич, генерал-лейтенант, № 258, 23 декабря 1812
- Орурк, Иосиф Корнилович, генерал-майор, № 216, 28 ноября 1810
- Оссовский, Пётр Степанович, генерал-майор, 3 ноября 1915
- Остен-Сакен, Дмитрий Ерофеевич, генерал-майор, № 409, 16 ноября 1828
- Остерман-Толстой, Александр Иванович, генерал-лейтенант, № 137, 8 января 1807